# بخش سن-دنی، سن-سن-دنی
بخش سن-دنی (به فرانسوی: Arrondissement de Saint-Denis) یک بخش در فرانسه است که در سن-سن-دنی واقع شده‌است.